# Barry Cryer
Barry Charles Cryer OBE, född 23 mars 1935 i Leeds i Yorkshire, död 25 januari 2022 i London Borough of Harrow, var en brittisk komiker, författare och skådespelare.

## Filmografi i urval
- 1963–1981 – The Dick Emery Show (TV-serie) (manus)
- 1967 – At Last the 1948 Show (TV-serie) (roll)
- 1971 – The Magnificent Seven Deadly Sins (roll)
- 1971–1982 – The Two Ronnies (TV-serie) (manus)
- 1975–1978 – The Goodies (TV-serie) (roll)
- 1978 – All You Need Is Cash (roll)
- 1983 – Mera blod i baljan, Boys (manus och roll)
- 2004 – QI (TV-serie) (gäst)
- 2011, 2013 – Would I Lie To You? (TV-serie) (gäst)
- 2012 – Run For Your Wife (TV-serie) (roll)